# Cologne Crocodiles 2022
Questa voce raccoglie le informazioni riguardanti i Cologne Crocodiles nelle competizioni ufficiali della stagione 2022.

## German Football League 2022

### Stagione regolare
| Colonia 22 maggio 2022, ore 15:22 1ª giornata | Cologne Crocodiles | 48 – 21 (7-0 21-14 7-7 13-0) referto | Düsseldorf Panther | Sportpark Höhenberg (1205 spett.)\| Arbitro: \| Kopka \| |
| Arbitro:                                      | Kopka              |                                      |                    |                                                          |

| Braunschweig 28 maggio 2022, ore 18:00 2ª giornata | New Yorker Lions | 27 – 14 (0-7 10-0 10-0 7-7) referto | Cologne Crocodiles | Eintracht-Stadion (2187 spett.)\| Arbitro: \| Pruin \| |
| Arbitro:                                           | Pruin            |                                     |                    |                                                        |

| Colonia 11 giugno 2022, ore 15:02 4ª giornata | Cologne Crocodiles | 49 – 0 (14-0 21-0 0-0 14-0) referto | Kiel Baltic Hurricanes | Sportpark Höhenberg (1051 spett.)\| Arbitro: \| D. Schrader \| |
| Arbitro:                                      | D. Schrader        |                                     |                        |                                                                |

| Dresda 18 giugno 2022, ore 15:00 5ª giornata | Dresden Monarchs | 28 – 36 (20-7 0-15 0-6 8-8) referto | Cologne Crocodiles | Radstadion Bärnsdorfer Straße (1135 spett.)\| Arbitro: \| Schwarz \| |
| Arbitro:                                     | Schwarz          |                                     |                    |                                                                      |

| Colonia 25 giugno 2022, ore 15:02 6ª giornata | Cologne Crocodiles | 33 – 34 (21-14 0-14 6-0 6-6) referto | Berlin Adler | Sportpark Höhenberg (1215 spett.)\| Arbitro: \| Nabinger \| |
| Arbitro:                                      | Nabinger           |                                      |              |                                                             |

| Kiel 2 luglio 2022, ore 16:00 7ª giornata | Kiel Baltic Hurricanes | 21 – 56 (0-7 14-14 0-14 7-21) referto | Cologne Crocodiles | FC Kilia (1237 spett.)\| Arbitro: \| Pruin \| |
| Arbitro:                                  | Pruin                  |                                       |                    |                                               |

| Potsdam 30 luglio 2022, ore 16:00 10ª giornata | Potsdam Royals | 50 – 34 (21-7 14-7 0-6 15-14) referto | Cologne Crocodiles | Luftschiffhafen (1100 spett.)\| Arbitro: \| Schwieger \| |
| Arbitro:                                       | Schwieger      |                                       |                    |                                                          |

| Colonia 14 agosto 2022, ore 15:09 11ª giornata | Cologne Crocodiles | 36 – 28 (7-0 0-6 7-9 22-13) referto | New Yorker Lions | Sportpark Höhenberg (1263 spett.)\| Arbitro: \| Kopka \| |
| Arbitro:                                       | Kopka              |                                     |                  |                                                          |

| Düsseldorf 20 agosto 2022, ore 16:00 12ª giornata | Düsseldorf Panther | 7 – 49 (0-28 0-7 7-0 0-14) referto | Cologne Crocodiles | Vfl Benrath (750 spett.)\| Arbitro: \| Valenthin \| |
| Arbitro:                                          | Valenthin          |                                    |                    |                                                     |

| Colonia 28 agosto 2022, ore 15:00 13ª giornata | Cologne Crocodiles | 31 – 27 (14-0 3-7 0-7 14-13) referto | Berlin Rebels | Sportpark Höhenberg (1217 spett.)\| Arbitro: \| Kopka \| |
| Arbitro:                                       | Kopka              |                                      |               |                                                          |

### Playoff
| Monaco di Baviera 10 settembre 2022, ore 15:00 Quarti di finale | Munich Cowboys | 31 – 34 (3-7 7-14 3-7 18-6) referto | Cologne Crocodiles | Städtisches Stadion an der Dantestraße (2123 spett.)\| Arbitro: \| Klaiber \| |
| Arbitro:                                                        | Klaiber        |                                     |                    |                                                                               |

| Potsdam 24 settembre 2022, ore 14:00 Semifinale | Potsdam Royals | 49 – 21 (6-0 22-0 14-13 7-8) referto | Cologne Crocodiles | Luftschiffhafen (2430 spett.)\| Arbitro: \| Schwieger \| |
| Arbitro:                                        | Schwieger      |                                      |                    |                                                          |

## Statistiche di squadra
| Competizione      | %Vittorie | In casa | In casa | In casa | In casa | In casa | In casa | In trasferta | In trasferta | In trasferta | In trasferta | In trasferta | In trasferta | Totale | Totale | Totale | Totale | Totale | Totale |
| Competizione      | %Vittorie | G       | V       | N       | P       | Pf      | Ps      | G            | V            | N            | P            | Pf           | Ps           | G      | V      | N      | P      | Pf     | Ps     |
| ----------------- | --------- | ------- | ------- | ------- | ------- | ------- | ------- | ------------ | ------------ | ------------ | ------------ | ------------ | ------------ | ------ | ------ | ------ | ------ | ------ | ------ |
| Stagione regolare | .700      | 5       | 4       | 0       | 1       | 197     | 110     | 5            | 3            | 0            | 2            | 189          | 133          | 10     | 7      | 0      | 3      | 386    | 243    |
| Playoff           | .500      | 0       | 0       | 0       | 0       | 0       | 0       | 2            | 1            | 0            | 1            | 55           | 80           | 2      | 1      | 0      | 1      | 55     | 80     |
| Totale            | .667      | 5       | 4       | 0       | 1       | 197     | 110     | 7            | 4            | 0            | 3            | 244          | 213          | 12     | 8      | 0      | 4      | 441    | 323    |

## Statistiche personali

### Marcatori
| Giocatore       | Ruolo | TD rush | TD recv | TD int | TD p.ret | TD k.ret | TD oth | Xp1 | Xp2 | FG  | Saf | Totale |
| --------------- | ----- | ------- | ------- | ------ | -------- | -------- | ------ | --- | --- | --- | --- | ------ |
| McClam          |       | 5       | 15+1    | 0      | 0        | 0        | 0      | 0   | 3+1 | 0   | 0   | 134    |
| Jackson         |       | 0       | 14+3    | 0      | 1        | 2+1      | 0      | 0   | 3   | 0   | 0   | 132    |
| Strong          |       | 4+1     | 0       | 0      | 0        | 0        | 0      | 2   | 0   | 0   | 0   | 32     |
| Patterson       |       | 0+2     | 1       | 0      | 0        | 1        | 0      | 0   | 0   | 0   | 0   | 24     |
| Assadi          |       | 0       | 0       | 0      | 0        | 0        | 0      | 5+5 | 0   | 1+2 | 0   | 19     |
| Kendus          |       | 2       | 1       | 0      | 0        | 0        | 0      | 0   | 0   | 0   | 0   | 18     |
| D. Schwartz     |       | 0       | 0       | 0      | 0        | 0        | 0      | 12  | 0   | 1   | 0   | 15     |
| T. Rockel       |       | 2       | 0       | 0      | 0        | 0        | 0      | 0   | 0   | 0   | 0   | 12     |
| D. Waase        |       | 2       | 0       | 0      | 0        | 0        | 0      | 0   | 0   | 0   | 0   | 12     |
| D. Korn         |       | 0       | 0       | 0      | 0        | 0        | 0      | 10  | 0   | 0   | 0   | 10     |
| S. Appelt       |       | 0       | 0       | 0      | 0        | 0        | 0      | 9   | 0   | 0   | 0   | 9      |
| A. Azemi        |       | 0       | 0       | 0      | 0        | 0        | 1      | 0   | 0   | 0   | 0   | 6      |
| S. Becker       |       | 0       | 1       | 0      | 0        | 0        | 0      | 0   | 0   | 0   | 0   | 6      |
| F. Carrara      |       | 1       | 0       | 0      | 0        | 0        | 0      | 0   | 0   | 0   | 0   | 6      |
| N. Heidingsfeld |       | 1       | 0       | 0      | 0        | 0        | 0      | 0   | 0   | 0   | 0   | 6      |
| J. Kleinert     |       | 0       | 1       | 0      | 0        | 0        | 0      | 0   | 0   | 0   | 0   | 6      |
| K. Osseni       |       | 0       | 0       | 0+1    | 0        | 0        | 0      | 0   | 0   | 0   | 0   | 6      |
| M. Schorn       |       | 1       | 0       | 0      | 0        | 0        | 0      | 0   | 0   | 0   | 0   | 6      |

### Passer rating
| Giocatore       | G    | Att    | Comp   | Int | Yds      | TD   | NFL    | NCAA   |
| --------------- | ---- | ------ | ------ | --- | -------- | ---- | ------ | ------ |
| Strong          | 10+2 | 324+67 | 231+38 | 5+1 | 2783+554 | 32+4 | 119,27 | 167,80 |
| N. Heidingsfeld | 4    | 14     | 6      | 1   | 50       | 0    | 22,92  | 58,57  |
| Kendus          | 1    | 3      | 3      | 0   | 75       | 1    |        |        |